# Múltiplas entradas e múltiplas saídas

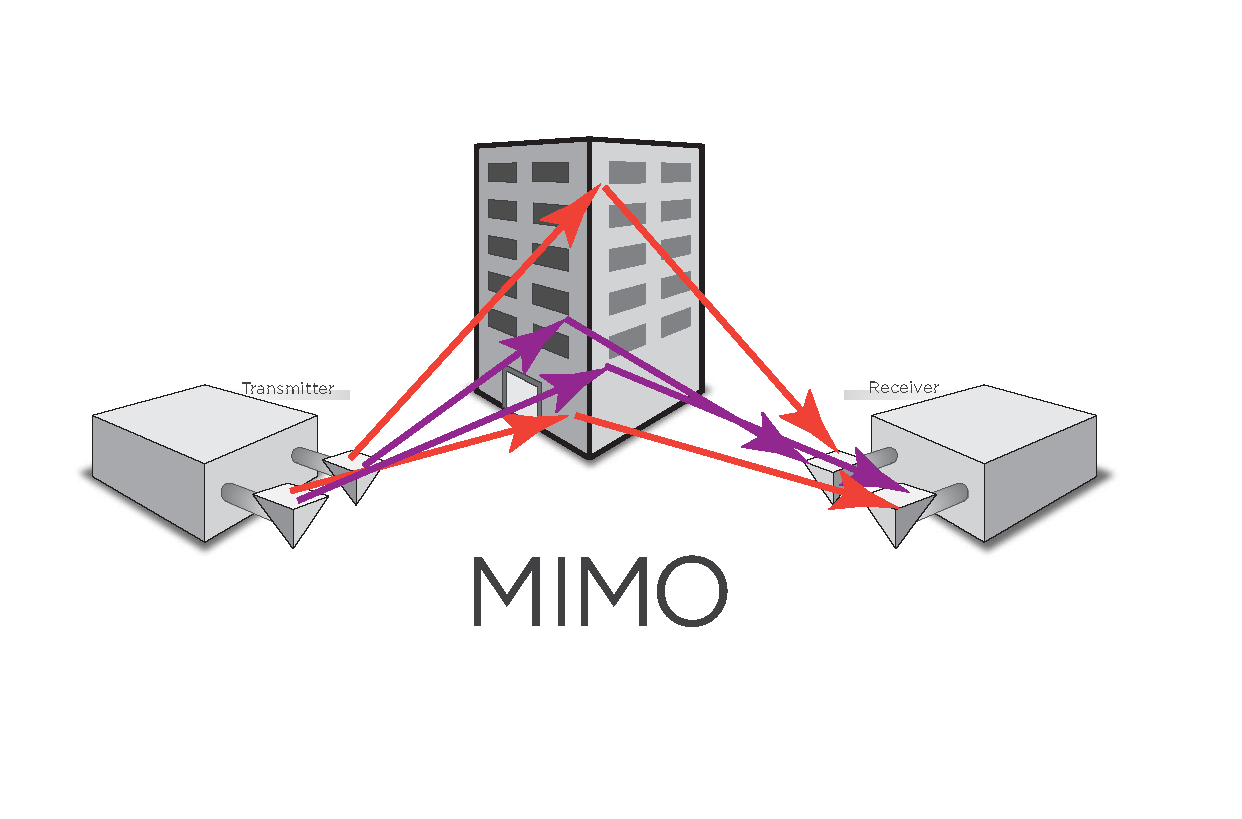
MIMO explorar a propagação multicaminho para multiplicar a capacidade de transmissão

Em telecomunicações, múltiplas entradas e múltiplas saídas (em inglês: Multiple-input and multiple-output, MIMO) é um método utilizado em sistemas de comunicação sem fio para multiplicar a capacidade de transmissão utilizando múltiplas antenas de transmissão e recepção explorando a propagação multicaminho.
As técnicas de MIMO foram incorporadas em diversos padrões de comunicação devido ao grande ganho de desempenho que elas proporcionam. Como exemplo tem-se o LTE (Long Term Evolution), WiMax, HSPDA, e 802.11n(WiFi).

## Tecnologia
O aparelho utilizado é um roteador sem fio, que disponibiliza o tráfego das informações em canais paralelos, aumentando assim a velocidade e diminuindo a ocorrência de quedas na transmissão. Para isto, o roteador de MIMO apresenta fisicamente instalado mais de uma antena, as quais possibilitarão maiores chances de envio dos arquivos.
Caracteriza-se pelo emprego de múltiplas antenas, para transmissão e recebimento de dados, possibilitando a convergência de sinal para velocidades acima de 600 megabits por segundo. Ou Wireless N.